# Die Schweizermacher
Die Schweizermacher ist ein Schweizer Spielfilm aus dem Jahr 1978 unter der Regie von Rolf Lyssy mit Emil Steinberger, Walo Lüönd und Beatrice Kessler, der die schweizerische Einbürgerungspraxis aufs Korn nimmt. Ausländer müssen beweisen, dass sie «schweizerischer» als Schweizer sind; Einbürgerungsbeamte zeigen sich als gnadenlose Bürokraten.
Der Film entstand im Nachgang zu den vier Schwarzenbach-Initiativen der 1970er-Jahre. «Die Schweizermacher» ist, gemessen an der Anzahl der Kinobesucher, der erfolgreichste Schweizer Film seit Beginn der statistischen Erfassung. 940'103 Zuschauer sahen diesen Film bei damals 6,5 Millionen Einwohnern.

## Handlung
Ein deutscher Psychiater und seine Frau, ein kommunistischer Italiener, der in einer Konditoreifabrik am Fliessband arbeitet und mit einer Tessinerin verheiratet ist, sowie eine jugoslawische Tänzerin möchten das Schweizer Bürgerrecht erhalten. Der Psychiater kann nur als Schweizer Bürger seine leitende Stelle in einer Klinik verlassen und eine eigene Praxis gründen, der Italiener versucht der hohen Arbeitslosigkeit in Italien zu entgehen, und die Tänzerin möchte Bürgerin des Landes werden, in dem sie geboren und aufgewachsen ist. Auf der anderen Seite tritt der engstirnige und kleinbürgerliche Einbürgerungspolizeibeamte Max Bodmer als Spiessbürger («Bünzli») auf. Sein Assistent Moritz Fischer ist der liberale Gegensatz von Bodmer; er beginnt sogar ein Verhältnis mit der Tänzerin.
Die Ausländer passen sich an, so dass sie als Überschweizer gelten. Der Italiener verleugnet seine Gewerkschaftsaktivitäten, lernt schweizerische Geschichte und spaziert mit der Familie in Sonntagskleidung an der Seepromenade, zu Recht vermutend, dass er beobachtet wird. Das deutsche Ehepaar hisst täglich die Schweizer Flagge im Garten und übt in einem Abendkurs Schweizerdeutsch. Nur die Tänzerin, in Sprache und Auftreten praktisch Schweizerin, verstellt sich nicht.
Mit Müh und Not schaffen die Kandidaten nach der abschliessenden strengen Anhörung vor der Einbürgerungskommission die Einbürgerung. Dem Italiener wird die Frage «Wenn Wilhelm Tell heute leben würde, wen würde er erschiessen?» gestellt; er zieht sich jedoch schlau aus der Affäre. Nur als er seine geplante Teilnahme an einer Arbeiterdemonstration zugibt, glaubt er abgelehnt zu werden. Aber es wird offensichtlich seine Standhaftigkeit und nicht seine politische Einstellung beurteilt.
Die jugoslawische Tänzerin kommt der Ablehnung durch Bodmer zuvor, weil sie ein Engagement in den Niederlanden erhält und ihren Einbürgerungsantrag zurückzieht. Ihr neuer Freund Moritz Fischer quittiert den Dienst bei der Einbürgerungsbehörde.
Das Ende des Films ist ein Besuch Bodmers mit seinem neuen Assistenten bei einem neuen Kandidaten, einem amerikanischen Musiker (in einem Kurzauftritt Bill Ramsey), der den beiden zur Begrüssung eine eigenwillige Interpretation der Schweizer Nationalhymne auf dem Saxophon spielt.

## Musical
2010 entstand nach Motiven des Films das Musical «Die Schweizermacher». Es wurde in der Maag MusicHall in Zürich aufgeführt.